# Dren (Prilep)
Dren (en macédonien Дрен) est un village du sud de la Macédoine du Nord, situé dans la municipalité de Prilep. Le village comptait 10 habitants en 2002.

## Démographie
Lors du recensement de 2002, le village comptait :
- Macédoniens : 10